# Феї-хрещені
«Феї-хрещені» (англ. «The Fairly Oddparents») — американсько-канадський мультсеріал, створений аніматором Бутчем Гартманом. Мультсеріал створили студії «Billionfold Inc.» і «Frederator Studios» для каналу «Nickelodeon».

## Сюжет
Тіммі Тернер — звичайний 10-річний хлопчик, що живе зі своїми недалекими батьками в провінційному місті Діммсдейл. У нього нудне життя, його ніхто не розуміє, його батьки поверхово ставляться до його виховання, тому за ним доглядає няня, груба і злобна дівчинка-підліток Віккі. Однак, все змінюється, коли Тіммі дізнається, що його рибки Космо і Ванда ― насправді феї, чоловік і дружина. Вони здатні виконати будь-яке бажання Тіммі (з деякими обмеженнями). Недосвідченість Тіммі в деяких питаннях іноді призводить до загадування бажань, які ненавмисно обертаються катастрофою, і він разом зі своїми феями повинен знайти спосіб «розбажати» те, чого забажав.

## Типи персонажів
- Антифеї — магічна раса, повна протилежність Фей. Антифеї живуть в Антифейляндії (Анти Чудо-світ). Вони хуліганять на Землі, і їх улюблене свято п'ятниця 13. Правитель Анти-Космо. Слабкість — курча табака.
- Боги — сильні й могутні люди, які живуть на небесах. Сильніші фей.
- Виродки — противні істоти, схожі на рептилій. Фігурують лише в серії «Тимчасова фея».
- Гноми — 8 гномів; всі знають 7, а восьмого забувають, тому що він ненормальний. Живуть в печері.
- Дракони — рептилії з потужними крилами, які дихають вогнем. Вони мають магію, через це феї не можуть їх перемогти.
- Джини — це магічні істоти, як і Феї, але на відміну від них, джини виконують тільки три бажання.
- Ельфи — виглядають як феї й живуть на Північному полюсі. Є і ще вид Ельфів — це Бізнес-Ельфи вони живуть в ельф-світі, одягнені в суворі сірі костюми, темні окуляри; поводяться як бізнесмени, і не дуже то емоційні. Правитель H.P. (Ейч-пі).
- Єдинороги — коні з одним рогом на лобі. У них можуть бути крила.
- Інопланетяни — істоти з космосу, розвиненіші за людей. Вони можуть бути у вигляді восьминогів або гуманоїдів.
- Лепрекони — чарівна раса, одягнена в зелений. Правитель — Картоф. Живуть в Ірландії.
- Монстри — страшні істоти, які всіх лякають.
- Святкові символи — магічні істоти, які дарують дітям подарунки й гроші.
- Феї — магічні істоти, які виконують бажання хрещеників, що живуть на Землі. Всі вони проживають в Фейляндії (Чудо-світ), де головний фей — Йорген. Слабкість — спекотне.
- Чарівні пси — магічні істоти, мають здатність фей, але виглядають як пси. Слабкість — омар.

## Міжнародна трансляція
| Країна                   | Канали                                                                                   |
| ------------------------ | ---------------------------------------------------------------------------------------- |
| Аргентина                | Disney XD, Nickelodeon, Canal 9                                                          |
| Болівія                  | Bolivision, Nickelodeon                                                                  |
| Бразилія                 | Rede Globo, Disney XD, Rede Bandeirantes, Sistema Brasilia de Televisao, Nickelodeon     |
| Велика Британія          | Nickelodeon, Nicktoons                                                                   |
| В'єтнам                  | VTV1, Cartoonito                                                                         |
| Венесуела                | Televend, Venevisión, Disney XD, Disney Channel, Nickelodeon                             |
| Гватемала                | Guatevision, Trecevisión, Disney XD, Nickelodeon, Disney Channel                         |
| Гвінея                   | TVGE, Nickelodeon                                                                        |
| Гондурас                 | VTV, Nickelodeon                                                                         |
| Гонконг                  | ATV Home, Nickelodeon                                                                    |
| Домініканська Республіка | Telesistema 11, Antena Latina                                                            |
| Еквадор                  | RTS, Teleamazonas, Nickelodeon, Disney XD, Disney Channel                                |
| Індія                    | Nickelodeon, Pogo, Cartoon Network                                                       |
| Іспанія                  | Neox, Nickelodeon, Disney Channel, Canal Super3                                          |
| Італія                   | Nickelodeon, Super!, K2, Frisbee                                                         |
| Канада                   | YTV, Nickelodeon                                                                         |
| Кіпр                     | S4C                                                                                      |
| КНР                      | China Television                                                                         |
| Колумбія                 | Caracol Televisión, Canal RCN, Citytv, Canal Uno, Disney XD, Nickelodeon, Disney Channel |
| Південна Корея           | KBS, Boomerang                                                                           |
| Коста-Рика               | Repreted, Nickelodeon, Disney Channel, Disney XD                                         |
| Макао                    | TDM Ou Mun                                                                               |
| Мексика                  | Canal 5, Cadenatres, Disney Channel, Disney XD, Nickelodeon, Nicktoons                   |
| Нікарагуа                | Canal 10, Telenica, Nickelodeon                                                          |
| Німеччина                | SUPER RTL                                                                                |
| ОАЕ                      | MBC 3                                                                                    |
| Панама                   | FETV CANAL 5, NEXtv, Disney XD, Nickelodeon                                              |
| Парагвай                 | Disney Channel, Disney XD, SNT, Nickelodeon                                              |
| Перу                     | Disney Channel, Disney XD, Red TV, Nickelodeon                                           |
| Португалія               | TVI, Canal Panda, Nickelodeon                                                            |
| Росія                    | KidsCo, Nickelodeon                                                                      |
| Сальвадор                | TCS Canal 2, Canal 12, Nickelodeon                                                       |
| Сербія                   | Nickelodeon                                                                              |
| США                      | UniMas, Nickelodeon, Nicktoons                                                           |
| Україна                  | QTV, 2+2, Nicktoons                                                                      |
| Філіппіни                | GMA Network                                                                              |
| Хорватія                 | Nickelodeon, Cartoon Network, Boomerang                                                  |
| Чилі                     | Mega, CHV, Disney XD, Nickelodeon                                                        |
| Японія                   | NHK, Nickelodeon, TV Tokyo, WOWOW                                                        |

### Трансляція в Україні
В Україні мультсеріал транслювали із двоголосим закадровим озвученням студії «1+1» для телеканалу «2+2» під назвою «Дивакуваті родичі». Ролі озвучували: Дмитро Завадський і Юлія Перенчук. Серіал також виходив із багатоголосим закадровим озвученням телеканалу «QTV».
2024 року на «Nicktoons» відбулася прем'єра серіалу з українським дубляжем студії «1+1». Ролі дублювали: Данііл Педченко, Павло Скороходько, Вікторія Москаленко, Юлія Перенчук, Дмитро Завадський, Олександр Погребняк, Кирило Сузанський, Анастасія Зіновенко, Володимир Гурін тощо.